# Местообитание кортузы Маттиоли на выходах известняков в долине реки Москвы
Местообитание кортузы Маттиоли на выходах известняков в долине реки Москвы — памятник природы регионального (областного) значения Московской области, который включает ценные в экологическом и научном отношении природные комплексы, а также природные и природно-антропогенные объекты, нуждающиеся в особой охране для сохранения его естественного состояния:
- покрытые старовозрастными широколиственными лесами склоны долины реки Москвы с выходами коренных пород, родниками, водопадами, карстовыми формами рельефа;
- места произрастания и обитания редких видов растений, грибов и животных, занесенных в Красную книгу Московской области.

Памятник природы основан в 1984 году. Местонахождение: Московская область, Рузский городской округ, по левому берегу реки Москвы от деревни Сонино до деревни Васильевское; Одинцовский городской округ, по правому берегу реки Москвы от западной границы округа до посёлка санатория имени Герцена. Территория памятника природы состоит из двух участков: участок 1 — левобережье реки Москвы, участок 2 — правобережье реки Москвы. Общая площадь памятника природы составляет 14,99 га (в том числе участок 1 — 7,55 га и участок 2 — 7,44 га). Участок 1 включает полосу шириной 50 м по левому берегу реки Москвы в границах кварталов 23 и 24 Тучковского участкового лесничества Звенигородского лесничества. Участок 2 включает полосу шириной 50 по правому берегу реки Москвы в границах квартала 41 Тучковского участкового лесничества Звенигородского лесничества.

## Описание
Территория памятника природы относится к Смоленско-Московской моренно-эрозионной возвышенности на участке прорезания её долиной реки Москвы. Территория района относится к слабому проявлению карстовых и оползневых процессов. Преобладают процессы овражной эрозии и оползни. На участке памятника природы русло реки Москвы протягивается в узком створе её долины, которая на этом отрезке сильно меандрирует. Для долины реки Москвы характерны древнеаллювиально-водно-ледниковые равнины — долинные зандры, на территории памятника природы они представлены фрагментарно, на отдельных участках террас. На территории памятника природы долина является унаследованной водно-эрозионной формой рельефа, врезанной в карбоновые трещиноватые известняки с фрагментами четвертичных отложений. За пределами памятника природы известняки перекрыты рыхлыми горизонтами юры. Территория памятника природы состоит их двух участков: участок 1 — левобережье реки Москвы, участок 2 — правобережье реки Москвы.
Левобережный участок территории памятника природы располагается в узком створе прибрежной полосы долины реки Москвы и включает в себя пойменный комплекс и комплекс террас. Пойменный комплекс представлен фрагментарно, пойма на протяжении практически всего левобережного участка эродирована в результате боковой эрозии водного потока. Участки низкой поймы практически отсутствуют, высокая пойма фрагментарна, превышение над урезом составляет до 3 метров. Абсолютная высота уреза воды реки — 140 м. Комплекс террас в пределах участка памятника природы представлен первой и второй надпойменными террасами. Высота первой надпойменной террасы над урезом составляет от 2 до 4 м, ширина до 12 м. На многих участках первая надпойменная терраса подмыта, имеет обрывистый берег, подходит непосредственно к урезу. Вторая надпойменная терраса расположена на абсолютных высотах 150—160 м, склон второй надпойменной террасы достаточно крутой на всем протяжении участка, угол наклона склона террасы изменяется от 17—20 градусов до 35—40 градусов. На левобережном участке вторая надпойменная терраса часто является прислоненной к выходам коренных пород, на её поверхности отмечены следы пластичного перемещения материала вниз по склону. Также на поверхности второй надпойменной террасы отмечены рвы отседания и просадки. Ширина рвов отседания достигает 1,5 м, глубина 0,6—0,7 м. Уникальной особенностью левобережного участка являются выходы коренных пород — трещиноватых известняков. Высота скальных уступов обнажений известняков достигает 10—12 м, углы наклона стенок достигают 70—90°. В коренных породах известняков встречаются заброшенные карьеры и каменоломни старых разработок.
На пологих поверхностях террас и склонах террасовых комплексов формируются типичные дерново-среднеподзолистые почвы. На немногочисленных участках прирусловой и центральной части поймы под злаково-разнотравными высокопродуктивными лугами формируются аллювиальные светлогумусовые почвы. Гумусово-глеевые почвы отмечены в условиях дополнительного поверхностного увлажнения на карбонатных породах, а также притока влаги с вышележащих склоновых поверхностей.
Правобережный участок территории памятника природы также располагается в узком створе прибрежной полосы долины реки Москвы, включает в себя пойменный комплекс и комплекс террас. В отличие от левого берега пойменный комплекс представлен более полно. Участки низкой поймы фрагментарны, эродированы в результате боковой эрозии водного потока, на некоторых участках ширина низкой поймы достигает 8—10 м, высота над урезом до 0,6 м. Абсолютная высота уреза воды реки — 135—140 м. Высокая пойма прослеживается практически на всем протяжении участка обследования, превышение над урезом составляет до 3 метров, ширина до 20 м. Абсолютная высота уреза воды реки — 140—145 м. На поверхности высокой поймы отмечаются старичные понижения. Комплекс террас в пределах участка обследования представлен первой и второй надпойменными террасами. Высота первой надпойменной террасы над урезом составляет от 2 до 5 м, ширина до 15 м. На некоторых участках первая надпойменная терраса подмыта, имеет обрывистый берег, подходит непосредственно к урезу, на поверхности первой надпойменной террасы встречаются просадки в виде воронок правильной округлой и изометричной формы, диаметр воронок колеблется от 1 до 2 м, глубина достигает 1 м. Часто воронки объединяются в цепочки и поля. Вторая надпойменная терраса расположена на абсолютных высотах 155—162 м, склон второй надпойменной террасы имеет достаточно большие уклоны на всем протяжении участка, угол наклона склона террасы изменяется от 17—20 процентов до 30—35 процентов. Поверхность склона второй надпойменной террасы секут рвы отседания, ширина их от 0,5 до 0,7 м, глубина 0,3—0,4 м. На протяжении всего правобережного участка комплекс террас секут крупные овражно-балочные сети. Ширина оврагов в устьевых створах колеблется от 15—20 м до 40—50 м. Глубина оврагов достигает 8—12 м, в некоторых случаях отмечаются вторичные вложенные эрозионные формы с глубиной повторного вреза глубиной до 1,5 м. На бортах оврага в прибровочных частях также отмечаются воронки просадок глубиной до 1,5 м. На склонах бортов оврага отмечаются следы пластичного перемещения материала вниз по склону.
На пологих поверхностях террас и склонах террасовых комплексов формируются типичные дерново-подзолистые смытые почвы. На немногочисленных участках прирусловой и центральной части поймы под злаково-разнотравными высокопродуктивными лугами формируются аллювиальные светлогумусовые почвы. На склонах овражных и балочных форм отмечаются смытые переотложенные почвы, характерные для эрозионных форм в сочетании с переотложенным балочным аллювием. Гумусово-глеевые почвы отмечены в условиях дополнительного поверхностного увлажнения на карбонатных породах, а также притока влаги с вышележащих склоновых поверхностей.
Характерной особенностью территории памятника природы является наличие большого количества временных водотоков (ручьев) и сочений. Один из ручьев на левом берегу долины, стекая по отвесным стенкам карьера, образует живописный водопад высотой 4—5 м. Местами в результате высокого уровня стояния грунтовых вод на выположенных участках левобережного склона реки образуются «висячие болота».

### Флора и растительность
Территория памятника природы практически полностью приурочена к долине Москвы-реки и представлена двумя вытянутыми узкой полосой вдоль реки участками — левобережным и правобережным.
Левобережный участок 1 памятника природы отличается наличием заметного числа старых заброшенных карьеров и каменоломен, а также существенно большей степенью антропогенной трансформации растительного покрова.
В верхних частях склонов долины здесь представлены дубово-сосново-березовые с елью или сосново-елово-березовые лещиновые волосистоосоковые, реже — зеленчуковые леса. Ель местами повреждена короедом-типографом. Здесь, как и на правобережье, достаточно полно представлены те же виды широкотравья, наряду с которыми отмечены костяника, горошек лесной, клевер средний. В средних частях склонов встречаются дубовые лещиновые широкотравные леса. Высота дубов достигает 24 м при диаметре до 60 см. Кроме видов широкотравья, в сложении травяного яруса принимают участие коротконожка перистая, хвощ зимующий, горошек лесной, осока мохнатая. В нижних частях склонов отмечаются вязовые или вязово-дубово-липовые с сосной, березой, реже — елью и ольхой серой, лещиновые с черемухой широкотравные леса. В лесах и по опушкам встречается занесенный в Красную книгу Московской области шалфей клейкий, а также ландыш майский (редкий и уязвимый вид, не включенный в Красную книгу Московской области, но нуждающийся на территории области в постоянном контроле и наблюдении).
Местами на склонах встречаются небольшие злаково-разнотравные луговины, отличающиеся богатством видового состава: вейник наземный, ежа сборная, овсяница луговая и красная, мятлик узколистный, земляника зелёная, репешок обыкновенный, астрагал солодколистный, люцерна серповидная, василек шершавый, жабрица порезниковая, воробейник лекарственный, душица обыкновенная, пахучка обыкновенная, короставник полевой, примула весенняя, пижма обыкновенная, подмаренник настоящий, колокольчик болонский (редкий и уязвимый вид, не включенный в Красную книгу Московской области, но нуждающийся на территории области в постоянном контроле и наблюдении).
К небольшим ложбинам приурочены сероольховые леса с крапивой, будрой плющевидной, скердой болотной, селезеночником очереднолистным, чистотелом.
Этот берег реки в целом близок по характеру к правобережью, но отличается практически полным отсутствием крупных ив, абсолютным доминированием в растительном покрове борщевика Сосновского и крапивы при большем участии эхиноцистиса.
Каменоломни и карьеры характеризуются крайне высокой степенью нарушенности растительного покрова — он представлен отдельными группами чаще всего сорных видов и недотроги мелкоцветковой. Однако по малодоступным или непривлекательным для отдыхающих местам встречаются довольно крупные группировки шалфея (до 100—150 особей), единично — колокольчик крапиволистный. На упавших деревьях в каменоломнях встречен ежевик коралловидный. Близ сочения вод у обломков известняка отмечена резуха повислая, включенная в Красную книгу Московской области. На отвесных склонах каменоломен встречены пузырник ломкий и колокольчик персиколистный (редкий и уязвимый вид, не включенный в Красную книгу Московской области, но нуждающийся на территории области в постоянном контроле и наблюдении).
На правобережном участке 2 памятника природы на склоне долины представлены кленовые с липой и липовые, местами лещиновые, широкотравные леса. В древостое встречается примесь березы и ели, реже — дуба, а в нижней части склона — вяза гладкого. Единично встречается вяз шершавый. Леса отличаются высокой сомкнутостью — 0,8—1,0. Высота липы достигает 28 м при диаметре до 55—60 см. Местами выраженный подлесок образует лещина, изредка, в нижних частях склона по кленовым лесам — черемуха. Из других видов кустарников отмечены бересклет бородавчатый, жимолость лесная, малина, единично — рябина, чёрная смородина, калина. В травяном ярусе доминируют элементы широкотравья, чаще всего — сныть и пролесник многолетний; также представлены копытень европейский, звездчатка жестколистная, медуница неясная, осока волосистая, лютик кашубский, зеленчук жёлтый, вороний глаз, фиалка удивительная, щитовник мужской, чина весенняя. Преимущественно в нижних частях склонов к ним добавляются герань лесная, гравилат речной, яснотка крапчатая, звездчатка дубравная, кочедыжник женский, хвощ зимующий, борец северный, кислица обыкновенная. Здесь отмечены колокольчик широколистный (больше в нижних частях склона) и двулепестник парижский и колокольчик крапиволистный (больше в средних частях склона) — редкие и уязвимые виды, не включенные в Красную книгу Московской области, но нуждающиеся на территории области в постоянном контроле и наблюдении. Также в кленовом лесу в нижней части склона на валежине встречен включенный в Красную книгу Московской области гриб — ежевик коралловидный.
Под коренным склоном на пойме протянулась полоса сероольховых, местами — черемухово-сероольховых с вязом, влажнотравных лесов, где представлены крапива двудомная, таволга вязолистная, гравилат речной, звездчатка дубравная, сердечник горький, чистец лесной. Местами стволы деревьев увиты хмелем. Встречаются небольшие фрагменты близких по составу безлесных зарослей влажнотравья, где зачастую обильно разрастается недотрога железистая.
В местах разгрузки грунтовых вод близ известняковых обломков ранее отмечалась кортуза Маттиоли (включена в Красную книгу Московской области). В настоящее время данное местообитание утрачено.
Вдоль берега реки встречаются группы деревьев ивы белой и ломкой, фрагменты сероольшаников и небольшие безлесные пространства. В травном покрове всей этой полосы доминирует борщевик Сосновского, местами при участии недотроги железистой (оба — агрессивные чужеродные виды). Кроме них, представлены таволга, крапива, гравилат речной, кострец безостый, купырь лесной, сныть, полынь обыкновенная, крестовник приречный. Местами ольха и ивы перевиты эхиноцистисом лопастным.
Вдоль уреза реки отмечаются заросли двукисточника тростниковидного с участием манника плавающего, хвоща приречного, череды облиственной, подмаренника приручейного.
В водах Москвы-реки — водокрас лягушачий, ряска малая, кубышка жёлтая, рдест блестящий.
Участок склона занимает луговина с преобладанием орляка с участием сорнотравья в восточной части и недотроги железистой — в западной. Рядом расположен участок с густыми зарослями малины. На опушке прилежащего липового леса отмечена земляника мускусная (редкий и уязвимый вид, не включенный в Красную книгу Московской области, но нуждающийся на территории области в постоянном контроле и наблюдении).
Вдоль дорог и тропинок встречаются черноголовка обыкновенная, одуванчик лекарственный, недотрога мелкоцветковая.

### Фауна
Животный мир памятника природы отличается высоким разнообразием и репрезентативностью для зональных хвойно-широколиственных лесов и пойменных лугов долины реки Москвы в её верхнем течении. На территории памятника природы обитают 76 видов позвоночных животных, относящихся к 15 отрядам четырёх классов, в том числе четыре вида амфибий, один вид рептилий, 53 вида птиц и 18 видов млекопитающих.
Животный мир двух участков памятника природы, разделенных лишь руслом реки Москвы и узкой полосой лугов, является в целом единым и экологически неделимым. Единственной существенной особенностью Участка 1 по сравнению с Участком 2 является наличие такого уникального местообитания, как заброшенные лесные каменоломни, и связанного с ним комплекса видов летучих мышей. В остальном фауна участков памятника природы является сходной. В этой связи далее дается единое описание животного мира обоих участков памятника природы.
Основу фаунистического комплекса наземных позвоночных животных составляют виды, характерные для широколиственных и хвойно-широколиственных лесов Нечернозёмного центра России. Преобладают виды, экологически связанные с древесно-кустарниковой растительностью (55 процентов от числа обитающих видов).
В границах памятника природы выделяются три основных ассоциации фауны (зооформации): зооформация лиственных и смешанных лесов; зооформация увлажненных местообитаний (пойма реки Москвы, лесные ручьи, родники и сочения); зооформация лугово-опушечных местообитаний.
Лесная зооформация лиственных и смешанных лесов занимает преобладающую часть площади памятника природы. Основу населения лесной зооформации памятника природы составляют следующие виды позвоночных животных: зяблик, обыкновенная кукушка, желна, большой пестрый дятел, белоспинный дятел (вид, занесенный в Красную книгу Московской области), пеночка-весничка, пеночка-теньковка, пеночка-трещотка, славка-черноголовка, зарянка, чёрный дрозд, певчий дрозд, рябинник, белобровик, сойка, большая синица, буроголовая гаичка, обыкновенный крот, лесная мышь, лисица, белка, заяц-беляк. В склоновых дубравах с лещиной и большим количеством валежа предпочитает обитать азиатский бурундук — редкий в Подмосковье вид грызунов (встречен только на Участке 1). Кроме того, именно здесь найдены два редких для Московской области вида беспозвоночных животных: слизень черно-синий (встречен на Участке 2) и малый носорог цилиндрический (встречен на Участке 1) (оба вида занесены в Красную книгу Московской области).
В старых известняковых карьерах среди широколиственного леса на Участке 1 памятника природы находится крупнейшая из известных в Подмосковье зимовка летучих мышей, где собирается до нескольких тысяч зверьков. Здесь зимуют все подмосковные виды ночниц (прудовая ночница, ночница Наттерера, ночница Брандта, водяная ночница) и бурый ушан, предпочитающие оставаться на зиму поблизости от своих летних территорий. Обнаруженные в Тучковских карьерах ночница Наттерера и прудовая ночница — редкие виды рукокрылых, занесенные в Красную книгу Московской области.
Фауна лугово-опушечных местообитаний памятника природы существенно отличается от таковой в лесной его части. Здесь уже преобладают виды открытых пространств. Вместе с тем многие из перечисленных выше видов животных используют совместно лесные участки памятника природы и окружающие открытые биотопы. Характерными обитателями пойменных и плакорных лугов памятника природы являются сорокопут-жулан, чёрный стриж, обыкновенные овсянки, лесной конёк, деревенская и береговая ласточки, белая трясогузка, серая славка, сорока. В этих местообитаниях кормятся представители ястребиных птиц: пустельга и канюк. Здесь же наиболее многочисленны живородящие ящерицы. Из млекопитающих на лугах обычны обыкновенный крот, обыкновенная полёвка, чёрный хорь и обыкновенная лисица.
Зооформация увлажненных местообитаний играет важную роль в поддержании биоразнообразия памятника природы. В основном этот тип животного населения связан с поймой реки Москвы, а также долинами ручьев и выходами грунтовых вод. Характерными обитателями увлажненных местообитаний в обследованном лугово-лесном массиве являются садовая и болотная камышовки, речной сверчок, длиннохвостая синица, большая синица, чечевица. Чаще, чем в других местообитаниях, здесь встречаются травяные и озерные лягушки, а также серая жаба. Обычны здесь и многие мелкие куньи: норка американская, горностай и ласка.
Непосредственно вдоль русла Москвы-реки держатся речная выдра (вид, занесенный в Красную книгу Московской области) и ондатра. Тут же можно встретить крякву, сизую и озерную чаек, речную крачку, обыкновенного зимородка (вид, занесенный в Красную книгу Московской области) и ласточку-береговушку.

## Объекты особой охраны памятника природы
Охраняемый природный комплекс — уникальный комплекс обнажений известняков карбона с карстовыми воронками, пещерами, старыми каменоломнями, водопадами на склонах долины реки Москвы.
Охраняемые экосистемы: липовые, кленовые с липой, дубовые, дубово-сосново-березовые с елью и сосново-елово-березовые, местами лещиновые, широкотравные леса; вязовые или вязово-дубово-липовые с сосной, березой, реже — елью и ольхой серой, лещиновые с черемухой широкотравные леса; сероольховые и черемухово-сероольховые с вязом влажнотравные леса; заросли влажнотравья; злаково-разнотравные луга.
Места произрастания и обитания охраняемых в Московской области, а также иных редких и уязвимых видов животных, растений и грибов, зафиксированных в памятнике природы.
Охраняемые в Московской области, а также иные редкие и уязвимые виды растений:
- виды, занесенные в Красную книгу Московской области: резуха повислая, шалфей клейкий;
- виды, являющиеся редкими и уязвимыми таксонами, не внесенными в Красную книгу Московской области, но нуждающимися на территории области в постоянном контроле и наблюдении: ландыш майский, земляника мускусная, двулепестник парижский, колокольчик болонский, колокольчик крапиволистный, колокольчик персиколистный, колокольчик широколистный.

Вид грибов, занесенный в Красную книгу Московской области: ежевик коралловидный.
Охраняемые в Московской области, а также иные редкие и уязвимые виды животных:
- виды, занесенные в Красную книгу Московской области: слизень черно-синий, малый носорог цилиндрический, обыкновенный зимородок, белоспинный дятел, прудовая ночница, ночница Наттерера и речная выдра;
- виды, являющиеся редкими и уязвимыми таксонами, не внесенными в Красную книгу Московской области, но нуждающимися на территории области в постоянном контроле и наблюдении: пустельга, речная крачка, ночница Брандта, водяная ночница, бурый ушан и азиатский бурундук.